# 1998년 FIFA 월드컵 예선
1998년 FIFA 월드컵 예선에는 총 174개국이 참가했는데, 예선 대진은 1995년 12월 12일 프랑스의 파리에서 결정되었다. 프랑스가 개최국 자격으로 자동 진출하였고, 브라질이 지난 대회 우승 팀 자격으로 자동 진출하여, 30장의 티켓을 놓고 예선을 이루었다.
1998년 FIFA 월드컵에 출전하게 될 32개의 티켓은 배분은 아래와 같이 이루어졌다.
- 유럽 (UEFA) : 15장 (50개 팀), 10장 (본선 직행) + 4장 (플레이오프를 통해 진출함) + 1장 (개최국 프랑스)
- 남아메리카 (CONMEBOL) : 5장 (10개 팀), 4장 (본선 직행) + 1장 (전년도 우승 팀 브라질)
- 북아메리카 (CONCACAF) : 3장 (30개 팀)
- 아프리카 (CAF) : 5장 (38개 팀)
- 아시아 (AFC) : 3.5장 (36개 팀), 2장 (본선 직행) + 1장 (플레이오프를 통해 진출함) + 0.5장 (오세아니아와의 대륙간 플레이오프를 통해 결정함)
- 오세아니아 (OFC) : 0.5장 (10개 팀, 아시아와의 대륙간 플레이오프를 펼쳐 결정함)

## 지역 예선
- 유럽 (UEFA)

1조 - 덴마크 본선 진출. 크로아티아 UEFA 플레이오프 진출.
2조 - 잉글랜드 본선 진출. 이탈리아 UEFA 플레이오프 진출.
3조 - 노르웨이 본선 진출. 헝가리 UEFA 플레이오프 진출.
4조 - 오스트리아 본선 진출. 스코틀랜드 2위팀 가운데 가장 높은 승점으로 본선 진출.
5조 - 불가리아 본선 진출. 러시아 UEFA 플레이오프 진출.
6조 - 스페인 본선 진출. 유고슬라비아 UEFA 플레이오프 진출.
7조 - 네덜란드 본선 진출. 벨기에 UEFA 플레이오프 진출.
8조 - 루마니아 본선 진출. 아일랜드 UEFA 플레이오프 진출.
9조 - 독일 본선 진출. 우크라이나 UEFA 플레이오프 진출.
플레이오프 - 크로아티아, 이탈리아, 벨기에, 유고슬라비아가 플레이오프를 통해 본선 진출.
- 남미 (CONMEBOL)

아르헨티나, 파라과이, 콜롬비아, 칠레 본선 진출
- 북중미카리브 (CONCACAF)

멕시코, 미국, 자메이카 본선 진출
- 아프리카 (CAF)

1조 - 나이지리아 본선 진출.
2조 - 튀니지 본선 진출.
3조 - 남아프리카 공화국 본선 진출.
4조 - 카메룬 본선 진출.
5조 - 모로코 본선 진출.
- 아시아 (AFC)

A조 - 사우디아라비아 본선 진출. 이란 AFC 플레이오프 진출.
B조 - 대한민국 본선 진출. 일본 AFC 플레이오프 진출.
플레이오프 - 일본 본선 진출. 이란 대륙간 플레이오프 진출.
- 오세아니아 (OFC)

오스트레일리아 대륙간 플레이오프 진출.

## 대륙간 플레이오프
- 아시아 - 오세아니아 플레이오프
  -  이란이 합계 3 : 3, 원정 다득점 원칙에 의해 본선 진출.

| 팀 1 | 합계      | 팀 2           | 1차전 | 2차전 |
| ---- | --------- | -------------- | ----- | ----- |
| 이란 | 3 - 3 (a) | 오스트레일리아 | 1 - 1 | 2 - 2 |

## 본선 진출국

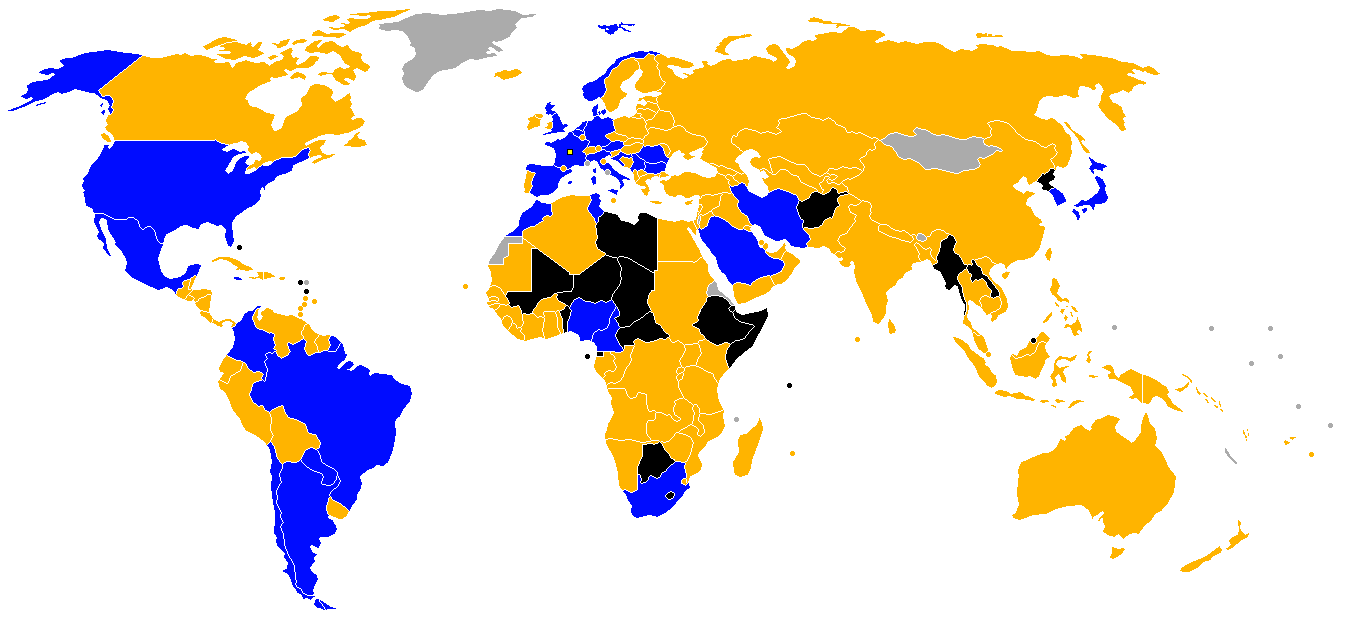
1998년 FIFA 월드컵 예선

|  | 본선 진출                 |
|  | 탈락 (기권과 실격을 포함) |
|  | 불참                      |
|  | FIFA 비회원               |

| 팀                | 참가 자격                         | 본선 진출 확정일 | 통산 출전 횟수 | 마지막 진출 | 연속 진출 횟수 | 역대 최고 성적                                       |
| ----------------- | --------------------------------- | ---------------- | -------------- | ----------- | -------------- | ---------------------------------------------------- |
| 프랑스(H)         | 개최국                            | 1992년 7월 2일   | 10             | 1986        | 1              | 3위 (1958, 1986)                                     |
| 브라질(C)         | 1994년 FIFA 월드컵 우승           | 1994년 7월 17일  | 16             | 1994        | 16             | 우승 (1958, 1962, 1970, 1994)                        |
| 나이지리아        | 아프리카 최종 예선 1조 1위        | 1997년 6월 7일   | 2              | 1994        | 2              | 16강 (1994)                                          |
| 튀니지            | 아프리카 최종 예선 2조 1위        | 1997년 6월 8일   | 2              | 1978        | 1              | 조별 리그 (1978)                                     |
| 모로코            | 아프리카 최종 예선 5조 1위        | 1997년 6월 8일   | 4              | 1994        | 2              | 16강 (1986)                                          |
| 남아프리카 공화국 | 아프리카 최종 예선 3조 1위        | 1997년 8월 16일  | 1              | 첫 출전     | 1              | 첫 출전                                              |
| 카메룬            | 아프리카 최종 예선 4조 1위        | 1997년 8월 17일  | 4              | 1994        | 3              | 8강 (1990)                                           |
| 루마니아          | 유럽 예선 8조 1위                 | 1997년 8월 18일  | 7              | 1994        | 3              | 8강 (1994)                                           |
| 노르웨이          | 유럽 예선 3조 1위                 | 1997년 9월 6일   | 3              | 1994        | 2              | 조별 리그 (1938, 1994)                               |
| 불가리아          | 유럽 예선 5조 1위                 | 1997년 9월 10일  | 7              | 1994        | 2              | 4위 (1994)                                           |
| 아르헨티나        | 남미 지역 예선 1위                | 1997년 9월 10일  | 12             | 1994        | 7              | 우승 (1978, 1986)                                    |
| 파라과이          | 남미 지역 예선 2위                | 1997년 9월 10일  | 5              | 1986        | 1              | 16강 (1986)                                          |
| 콜롬비아          | 남미 지역 예선 3위                | 1997년 9월 10일  | 4              | 1994        | 3              | 16강 (1990)                                          |
| 덴마크            | 유럽 예선 1조 1위                 | 1997년 10월 11일 | 2              | 1986        | 1              | 16강 (1986)                                          |
| 잉글랜드          | 유럽 예선 2조 1위                 | 1997년 10월 11일 | 10             | 1990        | 1              | 우승 (1966)                                          |
| 오스트리아        | 유럽 예선 4조 1위                 | 1997년 10월 11일 | 7              | 1990        | 1              | 3위 (1954)                                           |
| 스페인            | 유럽 예선 6조 1위                 | 1997년 10월 11일 | 10             | 1994        | 6              | 4위 (1950)                                           |
| 네덜란드          | 유럽 예선 7조 1위                 | 1997년 10월 11일 | 6              | 1994        | 3              | 준우승 (1974, 1978)                                  |
| 독일(1)           | 유럽 예선 9조 1위                 | 1997년 10월 11일 | 14             | 1994        | 12             | 우승 (1954, 1974, 1990)                              |
| 스코틀랜드        | 유럽 예선 4조 2위                 | 1997년 10월 11일 | 8              | 1990        | 1              | 조별 리그 (1954, 1958, 1974, 1978, 1982, 1986, 1990) |
| 멕시코            | 북중미 최종 예선 1위              | 1997년 10월 12일 | 11             | 1994        | 2              | 8강 (1970, 1986)                                     |
| 대한민국          | 아시아 최종 예선 B조 1위          | 1997년 10월 18일 | 5              | 1994        | 4              | 조별 리그 (1954, 1986, 1990, 1994)                   |
| 미국              | 북중미 최종 예선 2위              | 1997년 11월 9일  | 6              | 1994        | 3              | 3위 (1930)                                           |
| 사우디아라비아    | 아시아 최종 예선 A조 1위          | 1997년 11월 12일 | 2              | 1994        | 2              | 16강 (1994)                                          |
| 크로아티아        | 유럽 플레이오프 승자              | 1997년 11월 15일 | 1              | 첫 출전     | 1              | 첫 출전                                              |
| 이탈리아          | 유럽 플레이오프 승자              | 1997년 11월 15일 | 14             | 1994        | 10             | 우승 (1934, 1938, 1982)                              |
| 벨기에            | 유럽 플레이오프 승자              | 1997년 11월 15일 | 10             | 1994        | 5              | 4위 (1986)                                           |
| 유고슬라비아(2)   | 유럽 플레이오프 승자              | 1997년 11월 15일 | 9              | 1990        | 1              | 4위 (1930, 1962)                                     |
| 일본              | 아시아 플레이오프 승자            | 1997년 11월 16일 | 1              | 첫 출전     | 1              | 첫 출전                                              |
| 자메이카          | 북중미 최종 예선 3위              | 1997년 11월 16일 | 1              | 첫 출전     | 1              | 첫 출전                                              |
| 칠레              | 남미 지역 예선 4위                | 1997년 11월 16일 | 7              | 1982        | 1              | 3위 (1962)                                           |
| 이란              | 아시아-오세아니아 플레이오프 승자 | 1997년 11월 29일 | 2              | 1978        | 1              | 조별 리그 (1978)                                     |

- (H) - 개최국으로서 자동 진출
- (C) - 1994년 FIFA 월드컵 우승 팀으로서 자동 진출
- 1 1954년부터 1990년까지 서독으로 출전한 것을 포함한다.
- 2 분리되기 이전의 유고슬라비아의 기록을 포함한다.
- 굵은 글씨로 표시된 팀은 1998년 FIFA 월드컵 본선 조 추첨에서 톱 시드를 배정받은 팀이다.